# Csillagharcos

Csillagharcos átváltozva óriásmajommá a Dragon Ball Z-ben

A csillagharcosok (サイヤ人; Szaijan, Szaija-dzsin; Hepburn: Saiyan, Saiya-jin) egy földönkívüli agresszív harcos faj Torijama Akira Dragon Ball-univerzumában. Nevük a japán "Yajin" szóból ered, ami vadembert jelent. Központi szerepet játszanak a Dragon Ball Z, Dragon Ball GT és Dragon Ball Super című anime- és mangasorozatokban, amikor kiderül, hogy a főszereplő Son Goku valójában egy csillagharcos, akit azért küldtek a Földre, hogy elpusztítsa azt.

## Nevük eredete
Japánban a "saiya-jin" szó egy szójátékon alapul: "yasai" (zöldség) és "jin" (ember). A sorozat tehát viccesen zöldségembereknek nevezi őket; mindegyik csillagharcos neve zöldségeken alapszik: Son Goku csillagharcos neve (Kakarotto) a répából (carrot); Vegita a zöldség (vegetable) szóból, Raditz pedig a retekből (radish).

## Történetük
Kezdetekben két törzs élt a Vegeta-bolygón: A csillagharcosok és a toffelek. A toffelek intelligensebbek és civilizáltabbak voltak; míg a csillagharcosok fejletlenebb, mondhatni barbár nép volt. Egyik nap azonban a csillagharcosok megtámadták a toffeleket. Próbáltak ellenállni, de sokkal erősebbek voltak a csillagharcosok, főleg óriásmajom formában. Rövid időn belül kiirtották a toffeleket, de a technológiájukat és a kultúrájukat átvették. Ezt követően elkezdtek terjeszkedni az űrben, hogy újabb bolygókat hódítsanak meg. Egy zsoldos nép lett belőlük; Dermesztő szolgálatába álltak, és bolygókat hódítottak meg számára. A Vegeta-bolygón a természetes gravitáció tízszer nagyobb, mint Földön, amely segített abban, hogy a csillagharcosok nagyobb mértékben tudják növelni harci erejüket és kitartásukat. Az újszülött csecsemőket mindig rangsorolták. Ez a rang határozta meg egy veleszületett csillagharcos rejtett harci erejét. Egy napon Dermesztő úgy döntött, hogy a csillagharcosok túlságosan nagy veszélyt jelentenek rá, így felrobbantotta bolygójukat, a Vegetát. Csak pár csillagharcos élte túl, akik épp nem tartózkodtak a bolygón: Vegita, Nappa, Raditz (Akik úgy tudták, hogy egy meteor pusztította el a bolygót), és Son Goku.

## Fizikai megjelenésük
Külsőre nagyon hasonlóak az emberekhez, kivéve a majomszerű farkukat és azt, hogy a szélsőséges hőmérsékleteket jobban tűrik. Egy vérbeli csillagharcos haja és szeme fekete, de vannak kivételek.

### Farok
Minden tiszta vérű csillagharcos majomszerű farokkal születik. A farok egy különösen érzékeny terület a csillagharcosoknak. Amikor valaki megragadta nekik, akkor ezáltal ideiglenesen mozgásképtelenné lehetett őket tenni. (Ez történt Raditz esetében is.) Ugyanakkor ez ellen lehet tenni, ki lehet képezni magukat, hogy felszámolják ezt a gyengeséget. Edzés után a farok már nem befolyásolja, ha valaki megragadja. A farok segítségével meg lehet fogni dolgokat, de az egyensúly érzékben is jelentős szerepe van. (Amikor Goku és Gohan farkát először eltávolították, akkor az elején alig bírtak állni vagy menni.) A farok további fontos szerepe, hogy telihold fényénél lehetővé teszi az óriásmajommá (Oozaru) átalakulást. Az óriásmajmok hatalmas gorillaszerű lények, hosszú farokkal, páviánéra emlékeztető pofával, borotvaéles fogakkal és vörös szemekkel. Ha a farok eltávolítása kerül, akkor ez az erő elvész, és többé nem tudnak átalakulni majommá; igaz idővel vissza tudják növeszteni. Gohan az egyetlen félvér, akinek a sorozatban van farka. A többi félvérnek nincs, mint Trunks, Bra, Son Goten. Az okát ennek soha nem magyarázta a sorozat, de lehetséges, hogy egyszerűen eltávolították a születéskor oly módon, hogy az tartós legyen.

## Jellemzőik

### Erő
A csillagharcosok kivételes erővel rendelkeznek. Erejük sokkal nagyobb, mint az embereké vagy más idegen fajoké. Ehhez a 10x nagyobb gravitáció is hozzájárul, de a kemény és intenzív edzésekkel, harcokkal is jelentős mértékben tudják növelni erejüket. Ezen kívül ha túlélnek egy halálközeli élményt, akkor sokkal erősebbek lesznek, mint korábban voltak, mivel a testük alkalmazkodik, kompenzálja a sebzést. Az egyik legjobb példa erre a Vegita és Zarbon közötti harc a Namek-bolygón. Vegita először nem tudta legyőzni, de miután a halál közeli élménybe volt része, és meggyógyult, másodszorra már nem okozott neki kihívást, és könnyedén legyőzte Zarbont.

### Gyorsaság
A csillagharcosok sebessége és mozgékonysága szintén figyelemre méltó; tudnak úgy mozogni a levegőben, hogy egy átlagos emberi szem nem is látja őket. A reflexeik is sokkal gyorsabbak, mint egy átlagos embernek.

### Étvágy
Hatalmas erejük magasabb tápanyagbevitelt igényel, mint egy átlagos ember, de mivel nagyon jó az anyagcseréjük, így ez nem okoz nekik hátrányt. Az sem jelent gondot nekik, ha közvetlenül egy harc előtt nagy mennyiségű élelmiszert esznek. Nem szenvednek a görcsöktől (mint az emberek), sőt, úgy tűnik, hogy ez javítja az általános teljesítményüket.

## Csillagharcos szintek

### Csillagharcos (SJ)

Son Gohan SSJ2 formában a Dragon Ball Z-ben

Ez a sima, alap állapot, az úgynevezett normál külső. (Japánul: SJ=Saiya-Jin) Ebben az állapotban hajuk és szemük fekete; kivéve Trunks és Bra esetében, akik anyai ágon földiek, így más a hajuk színe.

### Szuper Csillagharcos (SSJ)
(50x nagyobb erőre tesznek szert.)
Első szintű szuper csillagharcos, az úgynevezett szuperharcos. (Japánul: Super Saiya-Jin) Jellemzői: Hajuk az égnek áll és sárga/arany színűvé válik. A szemöldökük szintén sárga színű lesz, míg a szemük színe zöldre változik. Erejük, sebességük, kitartásuk, ügyességük nagymértékben megnő. Ennek a szintnek az eléréséhez egyfajta dühroham, dühkitörés szükséges. Son Goku éri el először ezt a szintet a Namek-bolygón, amikor Dermesztő megöli barátját, Krilint. Később ezt a szintet eléri Vegita, Son Gohan, Son Goten, és Trunks is.

### Ultra Szuper Csillagharcos (USSJ)
(65x nagyobb hatalomra tesznek szert.)
A normál szuperharcos külsőn kívül ebben a szintben az izomzat nagymértékben megnő, de fordítottan arányosan a gyorsaság csökken. ( Ezért veszít Jövőbeli Trunks Cell ellen ) Először Vegita éri el a Cell elleni harcban, de később Jövőbeli Trunksnak, és Gokunak is sikerül. Mivel ebben a formában lassúak és nagy erejükkel elérnek további működőképes szinteket, így ezt a formát nem is nagyon használják.

### Hiperharcos (SSJ2)
(100x nagyobb hatalomra tesznek szert.)
Második szintű szuper csillagharcos szint, az úgynevezett hiperharcos. (Japánul: Super Saiya-Jin 2) Jellemzői: A hajuk ugyanúgy égnek áll, de sokkal erőteljesebben. A testük körül villámok jelennek meg, ami talán a legszembetűnőbb változás. A hajuk és a szemük színe változatlan az előző formához képest, de az erejük és gyorsaságuk még jobban megnő. Először Son Gohan éri el ezt a szintet a Cell elleni harcban. Később Vegitának, Gokunak, Jövőbeli Trunksnak, Cauliflának is sikerül.

### Megaharcos (SSJ3)
(400x nagyobb hatalomra tesznek szert.)

Gotenks SSJ3 formában a Dragon Ball Z-ben

Harmadik szintű szuper csillagharcos szint, az úgynevezett megaharcos. (Japánul: Super Saiya-Jin 3) A hajuk jelentősen megnő, meghosszabbodik; a szemöldökük pedig eltűnik. A hajuk sárga, a szemük színe zöld, ahogy a többi szintben. Nagyon sok edzés szükséges ehhez a szinthez, de ezáltal az erő és gyorsaság rohamosan megnő. Nehéz fenntartani ezt a formát, mivel sok energia szükséges hozzá. Először Son Goku megdöbbentő módon és magabiztosan mutatja be ezt a szintet - mennyországi tudást megszerezve - a Majin Buu elleni harcban, majd ez később a Tér-idő palotában sikerül Gotrunks-nak is. A szereplők felvetései szerint a félvérek fúzió nélkül már nem képesek ennyi erőhöz hozzáférni, így a fúziós Gotrunks is óriási megdöbbenést okoz ezzel. Külön Goten és Gohan valóban soha nem sajátítja el, illetve Gohan senkivel nem létesít fúziót. Bár Gohan már meg sem próbálja ezt elérni és a Super sorozatban emberi-misztikus erőkkel együtt más irányba fordulva másképpen szárnyalja túl az eddigi csillagharcosi szinteket ismételten. Goku érdekes módon mennybéli tudásszerzéssel 3 szintről szerzett tudomást és mindennek a további anime-alkotások ellentmondanak. Vegita pedig csak gonosz Majin erő által és Gokuval fuzionálva alakult át 3. szintre, így a Dragon Ball Z sorozat ezzel végül Gokut tette meg legendásan legerősebb személynek. 

### SSJ4
(4000x nagyobb hatalomra tesznek szert.)
Negyedik szintű szuper csillagharcos szint. Ehhez szükséges a farok illetve az arany majom (Arany Oozaru) állapot elérése. Ha ez sikerült, akkor az átváltozáshoz kontrollálni kell az indulataikat. Itt a hajuk sötét színű lesz; felső testüket pedig piros színű szőr borítja (mellkas kivételével). Először Son Goku, majd Vegita éri el ezt a szintet; igaz utóbbi csak Bulma segítségével. Ez a szint a Dragon Ball GT-ben és a Dragon Ball Daimában jelenik meg.

### Szuper Csillagharcos Isten (SSJ God)
(100.000x nagyobb hatalomra tesznek szert.)
Ez az átalakulás felülmúlja elődje az SSJ2 és SSJ3 képességeit. Ahhoz, hogy ezt a szintet egy csillagharcos elérje, öt tisztaszívű csillagharcos jelenléte szükséges és egy rituálé, melyben a jelenlévők "átadják" erejüket és tudásukat az általuk kiválasztott harcosnak. Ezt a szintet Gokunak sikerül először elérnie a Dragon Ball:Battle of Gods-ban Bills ellen. Később induló Dragon Ball Super (2015) sorozat is ezzel a történeti szállal indul. A haj színe magentára változik és fényes, vörös, tűzszerű aura veszi körül egész testét, képességei pedig szinte határtalanok. Később a sorozatban kiderül, hogy kemény edzés árán ezt a szintet rituálé nélkül is el lehet érni.

### Szuper Csillagharcos Isten Szuper Csillagharcos/ Kék Szuper Csillagharcos (SSJGSSJ/SSJ Blue/SSJ Rosé)
(1.000.000x nagyobb hatalomra tesznek szert.)

Vegita SSJ Blue formában a Dragon Ball Superben

Ezt a szintet csakis azok a csillagharcosok érhetik el, akik előtte képesek voltak szuper csillagharcos istenné és Szuper csillagharcossá változni, ugyanis ez a forma a kettő kombinációja. Más szóval, ha egy szuper csillagharcos isten, szuper csillagharcossá alakul, akkor ezt a formát veszi fel. Hajuk, szemük, és szemöldökük kék színűvé változik, és egy sugárzó kék aura veszi körül a testüket. Az aura lassan áramló, kék, tűzszerű, amiben néha fehér villámok cikáznak. A hosszú neve miatt a szereplők egy ponton megegyeznek, hogy "Kék Szuper Csillagharcos"-ként hívják ezt a formát. Kivétel ez alól Goku Black (Zamasu), aki ezt a formát rózsaszínnek hívja (Super Saiyan Rosé), mivel ő egy valódi isten, így más a hajszíne is.

### Kék Szuper Csillagharcos Evolúció (SSJBE)
(50.000.000x nagyobb hatalomra tesznek szert.)
A kék szuper csillagharcos szint továbbfejlesztett változata. Ezt a formát csakis Vegita éri el úgy nagy küzdelemben, hogy az isteni módot az SSJ2 szint erejének feltörésével egyesíti. (Eddig csak az első szintet tudták egyesíteni.) Így életében egyszer átmenetileg túlszárnyalja Gokut. Ebben a formában a haj és az aura is a kék sötétebb árnyalatát veszik fel, a testen az izomzat megnő (Hasonlóan, mint az ultra formánál).

### Mystic/Ultimate szint
(500x nagyobb hatalomra tesznek szert.)
Ez a szint nem függ szorosan össze a csillagharcosokkal, de említésre méltó. A Majin Buu-s részeknél Öreg Kaioshin különleges képességei és egy érdekes ceremónia révén előhozta Gohanból a benne szunnyadó rejtett erőket. Ez a szint felér, sőt túlszárnyalja az SSJ3-at is, bár technikailag Kaioshin képessége nem csak a csillagharcosokon, hanem bárkin alkalmazható. Jellemzői: csak apró különbségek vannak, beleértve a markánsabb arcvonásokat, az egyenesebb hajat, és egy nagy, áttetsző (fehér) aurát. A haj és a szem színe nem változott, maradt fekete. Amennyiben össze tudja illeszteni az SSJ-vel, úgy még sokkal nagyobb erőre tesz szert Beast módként és újra túlszárnyalja apját. Ez hasonló módszer, mint a kék isteni szuperharcos mód. De ehhez nagy erő szükséges és a DBZ sorozat alatt erre nem kerül sor.

### Ultra Ösztön (Ultra Instinct)
(100.000.000x nagyobb hatalomra tesznek szert. A MUÖ (mester ultra ösztön) 500.000.000x nagyobb hatalomra tesznek szert.)
Ez egy olyan szint, amit még az Istenek sem tudnak könnyen elérni, elsajátítani. Ennek a képességnek az első ismert használója Whis, aki azt később megtanítja Billsnek, a Pusztítás Istenének. Whis gyakran használja ezt a képességet Goku és a Vegita ellen, a képzésük során. Goku is eléri a Jirennel való harc közben (Dragon Ball Super-ben), de ezt a formát nem sokáig tudja fenntartani, mivel az SSJ3 és SSJ Blue-hoz hasonlóan nagyon sok energia kell hozzá. Az Ultra Ösztön lényege, hogy a testét elválasztja a tudatától, ezáltal harc közben gondolkodás nélkül védekezik és támad, így sokkal gyorsabban, ösztönből reagál ellenfelei támadására. Testét 
kék aura veszi körül, a szeme ezüst színű lesz. Amikor már mestere lesz ennek a formának, a haja szürke színűvé változik.Később Vegita is elér egy ilyen szintet amit ugy nevezett Ultra Ego-nak hívnak ami a pusztítás istenének ereje.Ezt az erőt Bills tanítványaként szerzi meg. Ez a forma ellentétje az Ultra Ösztön formának.Az átalakulás nagyobb fájdalommal jár , a szemöldök eltűnik ugyan úgy mint az SSJ 3 formában , testét pedig lila aura veszi körül. 

## Fordítás
- Ez a szócikk részben vagy egészben  a   Saiyan (Dragon Ball) című angol Wikipédia-szócikk fordításán alapul.  Az eredeti cikk szerkesztőit annak laptörténete sorolja fel. Ez a jelzés csupán a megfogalmazás eredetét és a szerzői jogokat jelzi, nem szolgál a cikkben szereplő információk forrásmegjelöléseként.